# Nälden
Nälden ist ein Ort (tätort) in der schwedischen Provinz Jämtlands län und der historischen Provinz Jämtland.
Der Ort in der Gemeinde Krokom liegt etwa 30 Kilometer nordwestlich von Östersund an der Europastraße 14 sowie am See Näldsjön. Durch den Ort, der zu der Kirchengemeinde Näskott zählt, verläuft die Eisenbahnlinie Mittbanan von Östersund nach Trondheim.

## Einzelnachweise

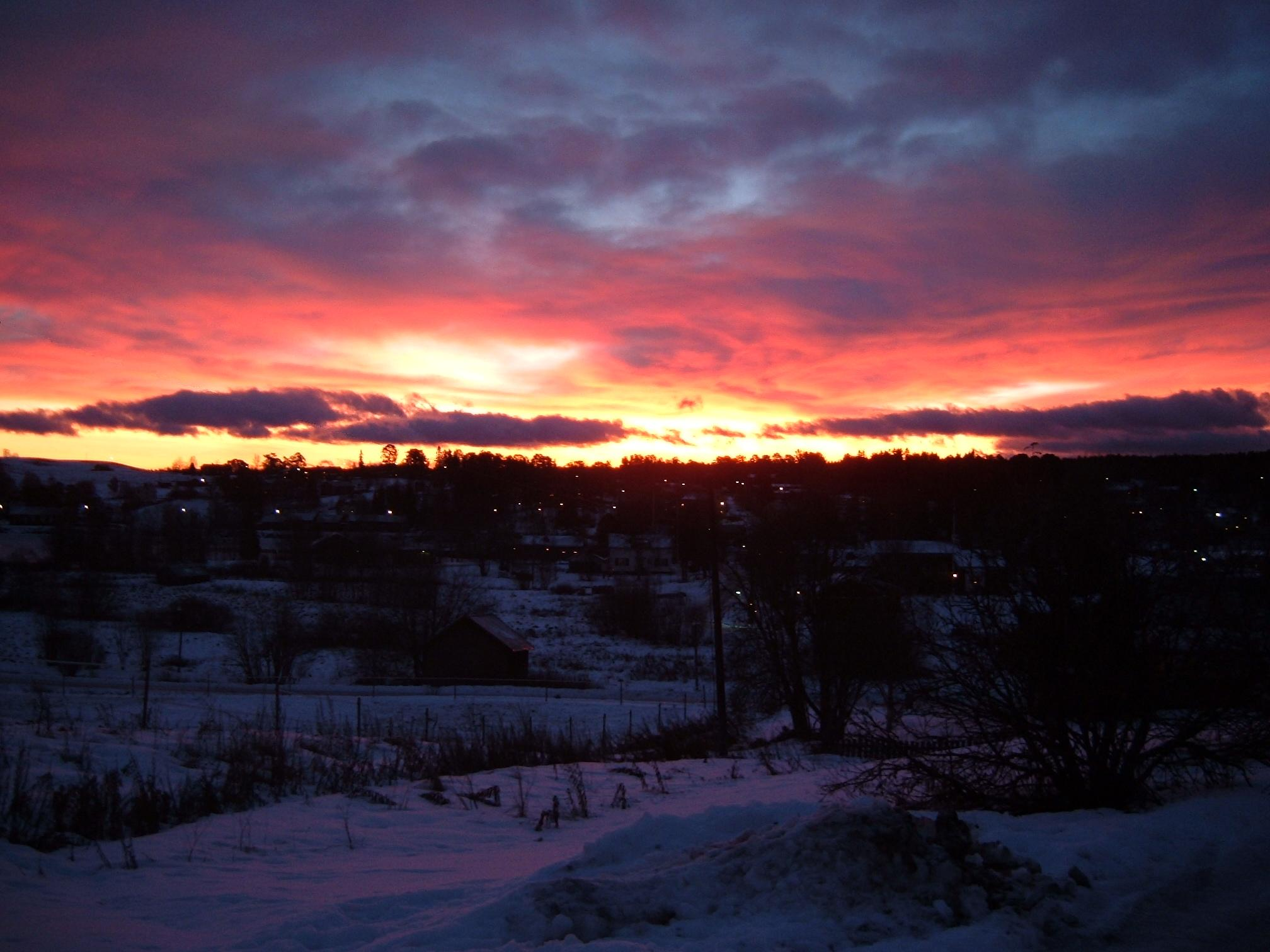
Nälden an einem Wintermorgen